# Königsberg (Großweil)
Der Königsberg ist eine 841 m ü. NHN Hohe ausgedehnte Erhebung am Südrand des bayrischen Alpenvorlandes im Landkreis Weilheim-Schongau und dem Landkreis Garmisch-Partenkirchen. Das bewaldete Gebiet mit mehreren Einzelgipfeln wie dem Rehberg und dem Steinköchel wird auch als Königsberg-Wald bezeichnet. Im Westen wird der Berg in etwa durch den Verlauf des Lothdorfer Baches an der Höhlmühle abgegrenzt, im Osten schließen die Loisach-Kochelsee-Moore an.
Am nördlichen Rand befindet sich die ehemalige Burg Fußstein.